# Luchthaven Camopi
De Luchthaven Camopi (Frans: Aérodrome de Camopi) is een vliegveld in Camopi, Frans-Guyana.
De non-directional beacon CP bevindt zich bij het vliegveld. De landingsbaan is van asfalt en is 1.000 meter lang.
Het vliegveld bevindt zich bij de samenvloeiing van de Camopirivier met de Oiapoquerivier naast het kamp van het Frans Vreemdelingenlegioen.

## Geschiedenis
Camopi was oorspronkelijk alleen met speciale toestemming te bezoeken. In 2013 werd het gebied opengesteld, en werd kleinschalige toerisme toegestaan. In oktober 2020 was het vliegveld aangepast voor reguliere vluchten, en vanaf april 2021 werden er reguliere vluchten aangeboden.

## Reguliere vluchten
Op het vliegveld wordt gevlogen door Air Guyane met bestemming Cayenne-Félix Eboué. In 2022 waren er drie vluchten per week.